# Pandora's Key
Pandora's Key is een Nederlandse symfonische-metalband uit Breda, opgericht in 2016. De band bestaat uit zes leden: twee vrouwen en vier mannen. In 2016 bereikte de groep de halve finales van de FemME-battles, een belangrijke wedstrijd in het female-fronted metalgenre.
De band bracht in 2017 hun eerste EP uit, getiteld "Prometheus Promise". Deze EP bevat vier nummers en heeft een speelduur van ongeveer twintig minuten. De release werd in eigen beheer uitgebracht. De EP werd over het algemeen positief ontvangen, echter merkten critici op dat de geluidsmix enkele zwakke punten vertoonde. De vocalen van toenmalig zangeres Maaike Rijk werden geprezen, en de nummers werden beschreven als charmant, variërend van krachtig ("Shattered") tot gevoelig ("Ephemeral Ethernity").
In 2018 hebben enkele wijzigingen in de line-up van Pandora's Key plaatsgevonden, deze wijzigingen kwamen na het vertrek van zangeres Maaike Rijk en drummer Patrick Sacré. Het nummer "Shattered" van de EP "Prometheus' Promise" werd samen met een nieuw nummer getiteld "Ariadne" uitgegeven als twee live video's op Youtube.
Tijdens de corona pandemie kreeg Pandora's Key opnieuw tegenslagen te verwerken in de line-up met het vertrek van zangeres Kelly Thans en violist Rowan Schuddeboom. Vervanging voor Kelly Thans werd uiteindelijk gevonden in Vera Veldhuizen, Pandora's Key heeft besloten om geen vervangend violist te zoeken.
Op 27 januari 2024 bracht de band hun debuutalbum "Yet I Remain" uit, wat een belangrijke mijlpaal markeerde in hun muzikale ontwikkeling sinds de eerste EP.